# Ed Markey
Edward John Markey (* 11. července 1946 Malden, Massachusetts) je americký politik za Demokratickou stranu. Od roku 2013 je senátorem USA za stát Massachusetts, v letech 1976 až 2013 byl člen Sněmovny reprezentantů za stejný stát.
V letech 1973 až 1976 byl členem Sněmovny reprezentantů Massachusetts. V roce 2013 byl zvolen senátorem v doplňovacích volbách, v roce 2014 poté v řádných volbách. Ve volbách v roce 2020 mandát senátora obhájil. Podobně jako většina jeho spolustraníků je středolevicový liberál (ačkoliv během desítek let působení v Kongresu na některá témata názor měnil), zasazuje se například o opatření proti klimatické změně. Od roku 1988 je ženatý.